# Тахины
Тахи́ны, или ежемухи (лат. Tachinidae), — многочисленное семейство насекомых из подотряда короткоусых двукрылых, распространённых повсеместно. В него включают 8547 известных вида. Личинки большинства видов — внутренние паразитоиды насекомых.

## Общая характеристика
Длина тела представителей семейства — 3—20 мм. Тело покрыто щетинками (отсюда второе название). Форма брюшка яйцевидная или конусообразная. Брюшко состоит из 4 колец. Последний членик усиков сжат с боков. Имаго активны в солнечную тёплую погоду и часто встречаются на цветках растений, где питаются нектаром. Для некоторых видов свойственен сумеречный период активности.

## Паразитирование личинок и особенности размножения
Личинки большинства видов являются внутренними паразитоидами насекомых. Некоторые виды паразитируют также на губоногих многоножках.
После спаривания самка не сразу откладывает яйца. Обычно на созревания яиц дополнительно требуется от 8 до 25 дней. После этого самка начинает поиски хозяина для будущих личинок. Способы его заражения различны у разных групп тахин. Яйца могут откладываться на листья растений, которыми питаются гусеницы бабочек, ложногусеницы пилильщиков и другие насекомые. В случае паразитирования на личинках почвенных насекомых самки откладывают яйца в почву, а вышедшие личинки некоторое время мигрируют в поисках хозяина. Некоторые виды откладывают яйца непосредственно в тело насекомого. Имеются живородящие виды. Во многих случаях откладка яиц происходит лишь в присутствии хозяина. В доминиканском янтаре был найден жук-долгоносик с яйцом тахины, прикреплённым к его переднеспинке.
Личинки сперва не трогают жизненно важных органов и лишь по завершении своего развития выделяют в тело хозяина большое количество пищеварительных соков, полностью переваривающих его органы и ткани. Закончив питаться, личинки выходят из тела хозяина и окукливаются в почве.
Среди представителей семейства сравнительно небольшое количество видов-монофагов, развивающихся исключительно за счёт одного вида. Большинство видов всё же паразитируют на большом числе различных хозяев, относящихся к одному семейству или отряду. Обычно в теле насекомого-хозяина происходит развитие одной или нескольких личинок одного вида тахин из одной кладки яиц.
Тахины — естественные враги многих насекомых, регулирующие численность последних, чем приносят большую пользу. Некоторые виды успешно акклиматизированы в разных странах для борьбы с колорадским и японским жуками, непарным шелкопрядом и другими вредителями. На клопах паразитируют Phasia crassipennis и Gymnosoma dolycoridis.

## Фото

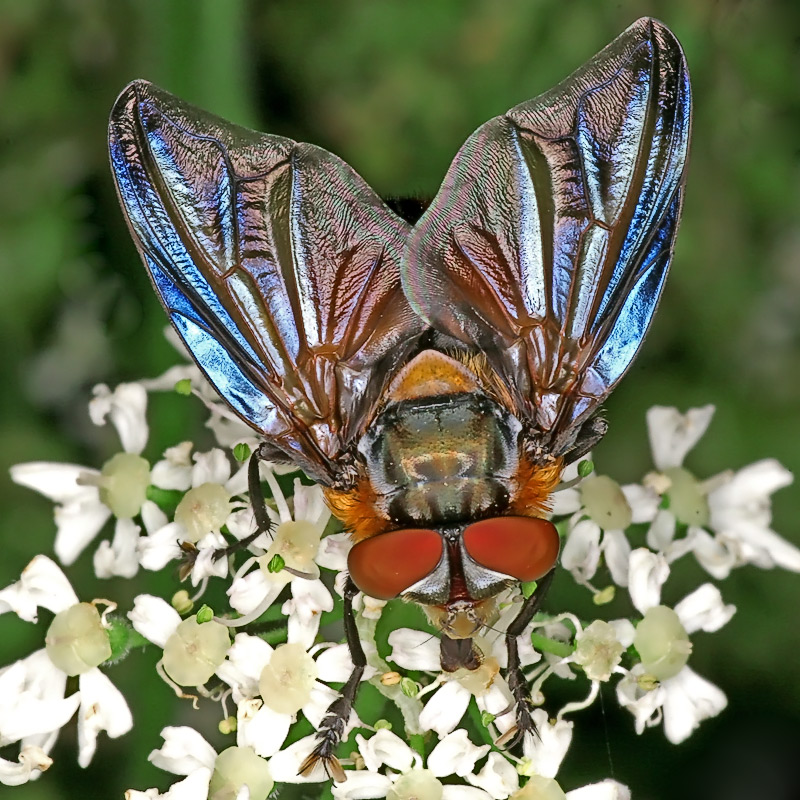
Phasia hemiptera
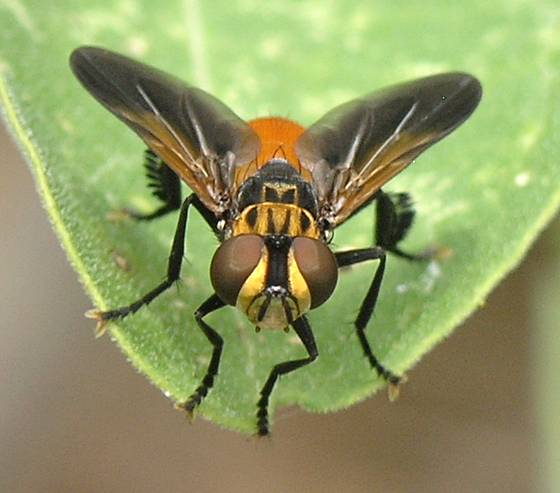
Trichopoda pennipes
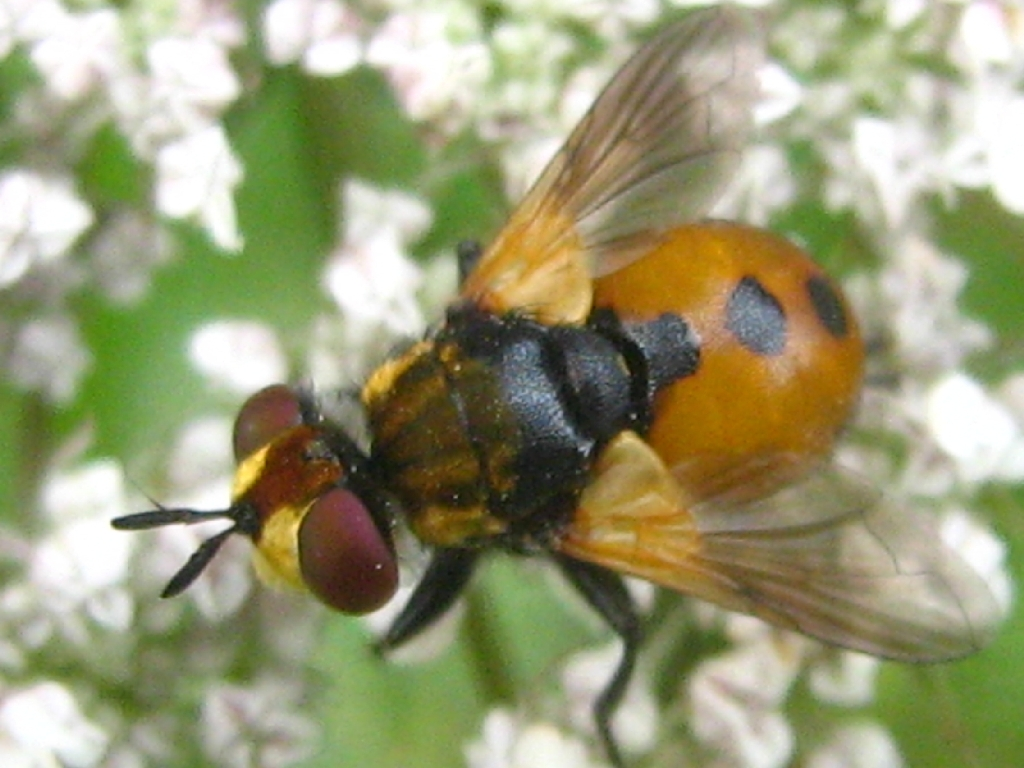
Gymnosoma sp.
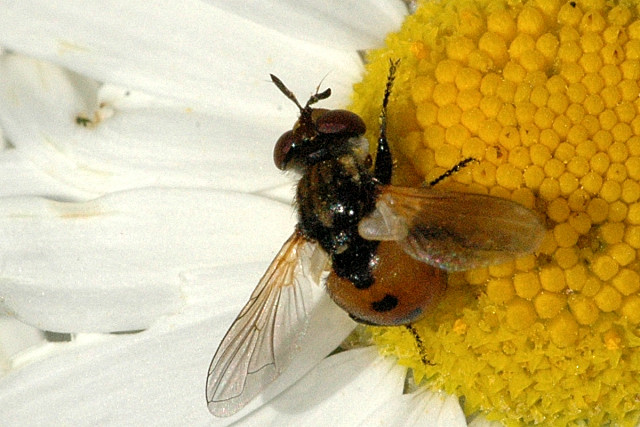
Gymnosoma nudifrons
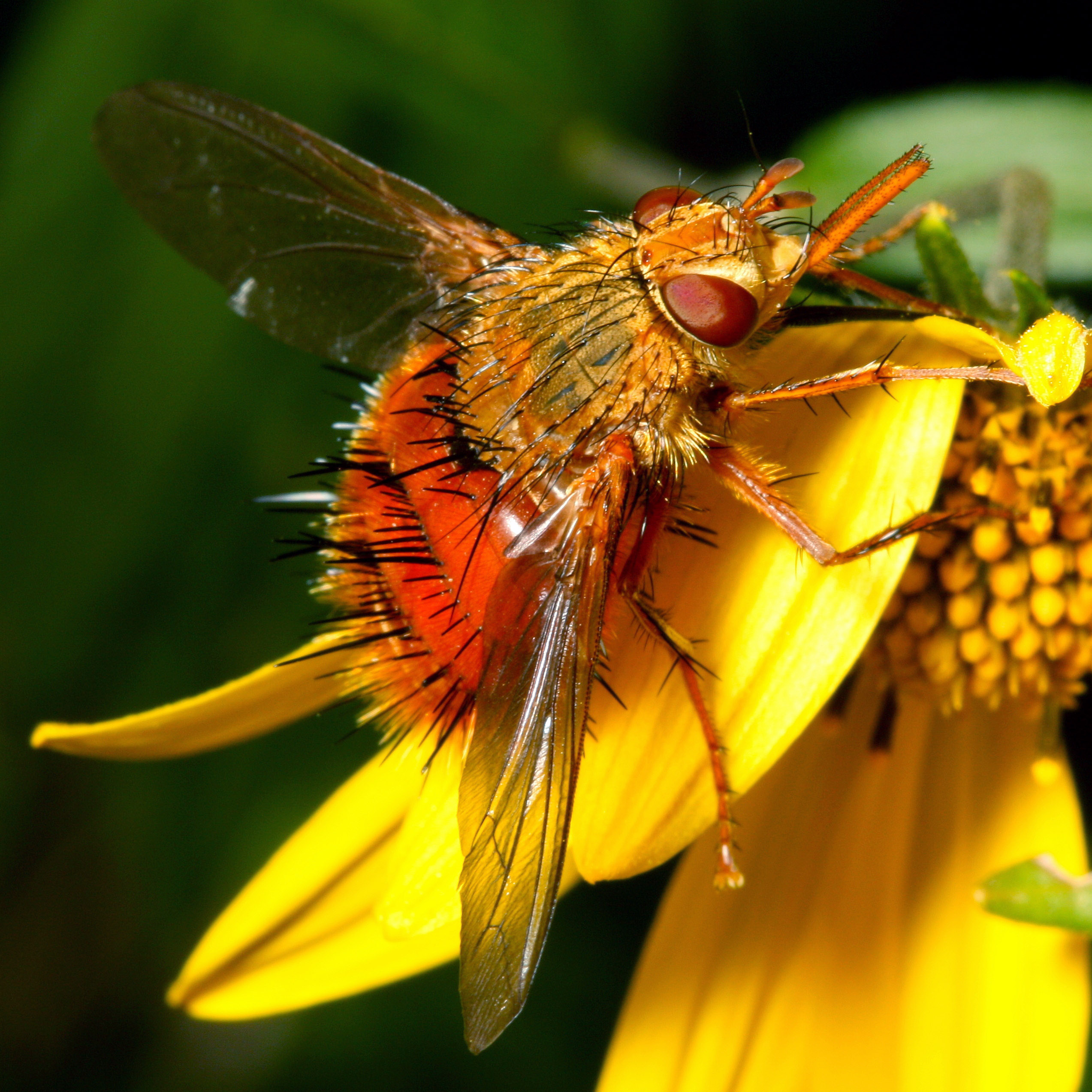
Adejeania vexatrix
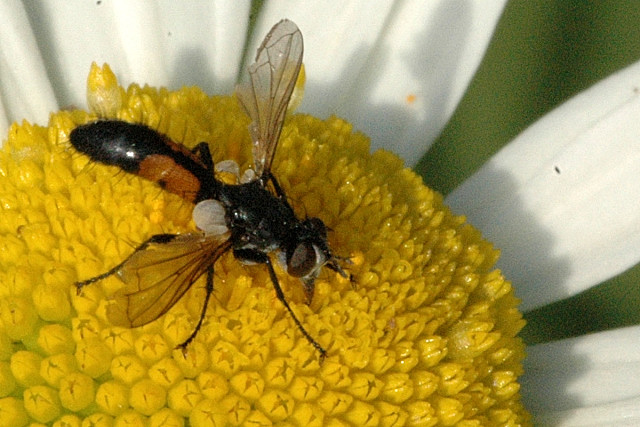
Cylindromyia auriceps
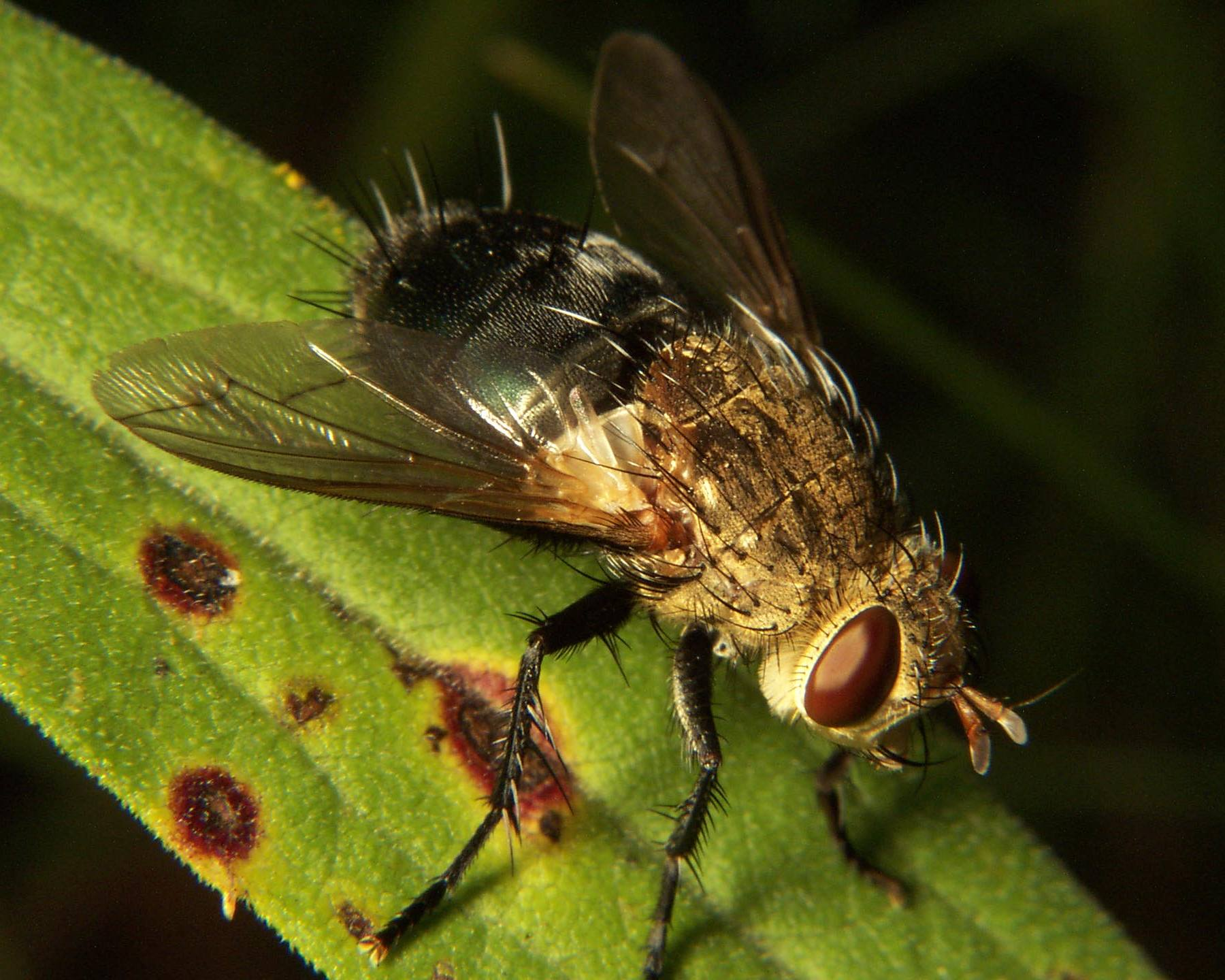
Archytas sp.
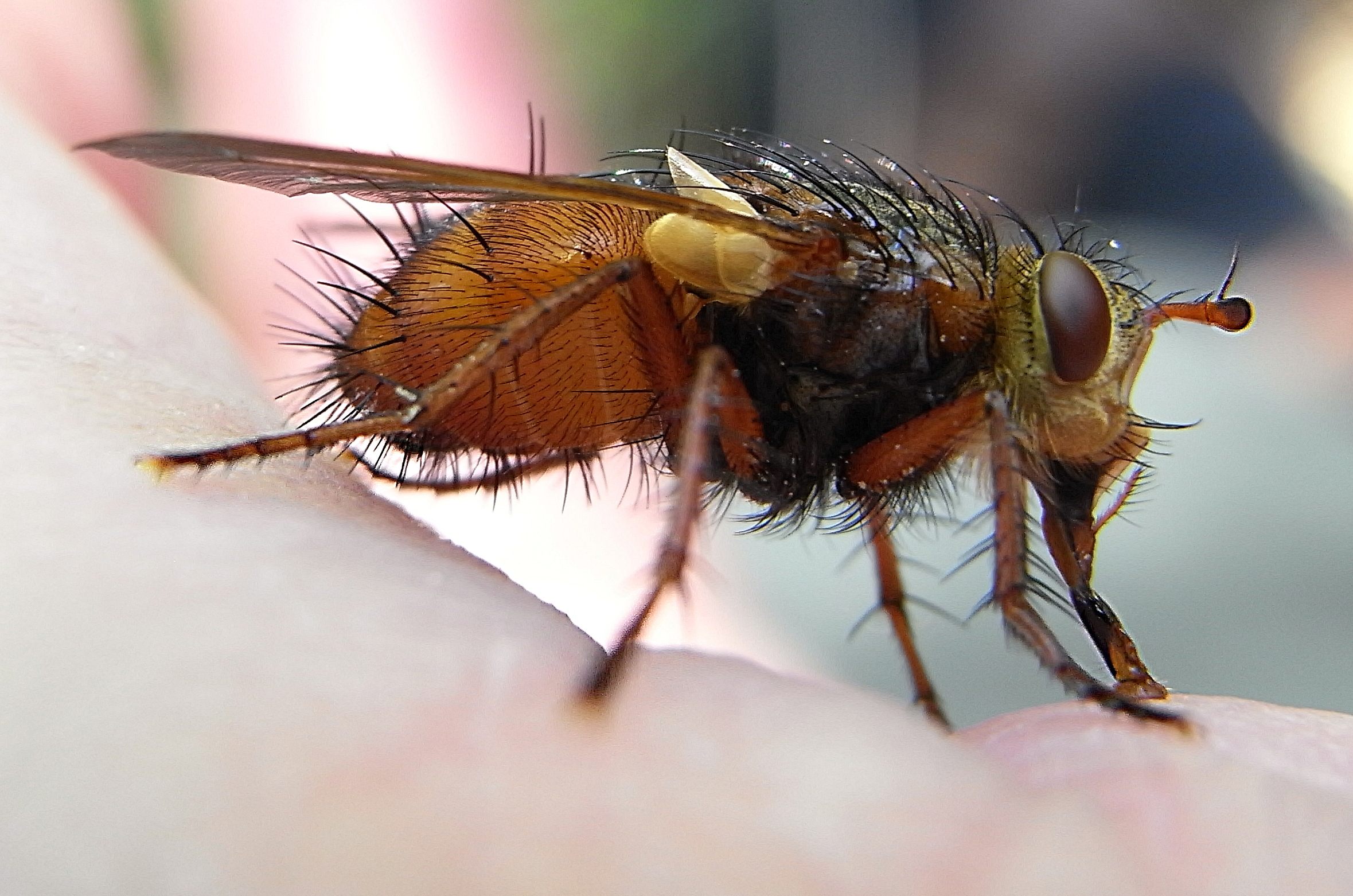
Tachina fera
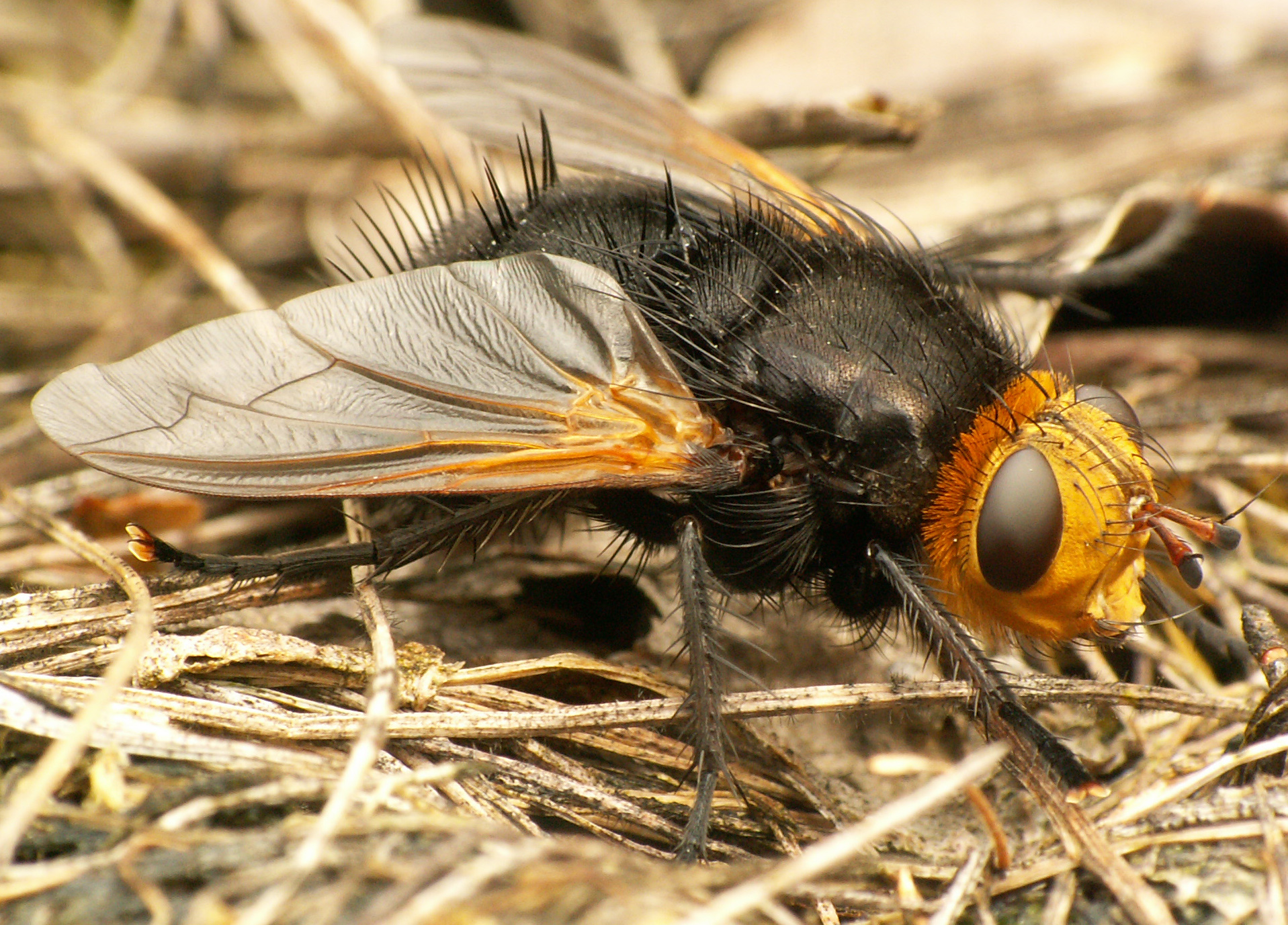
Tachina grossa
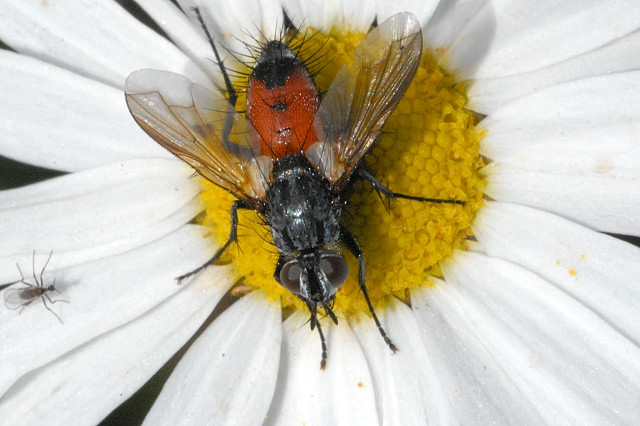
Eriothrix rufomaculatus
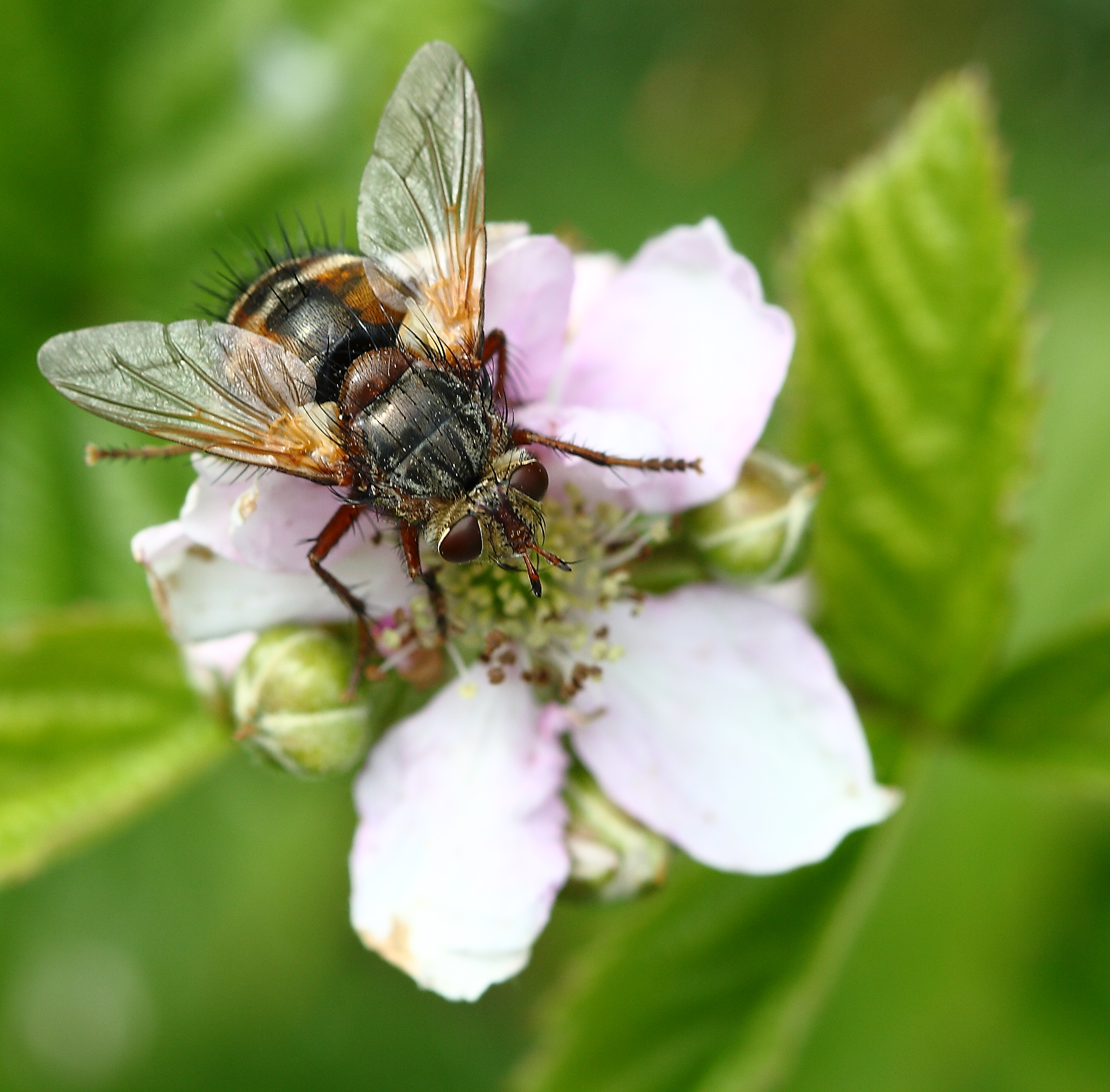
Echinomyia fera
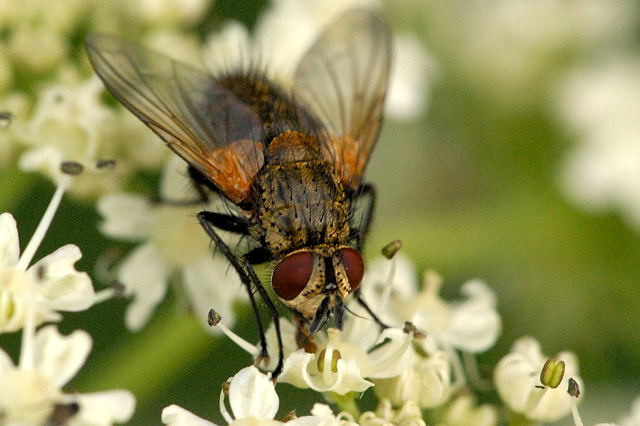
Allophorocera ferruginea
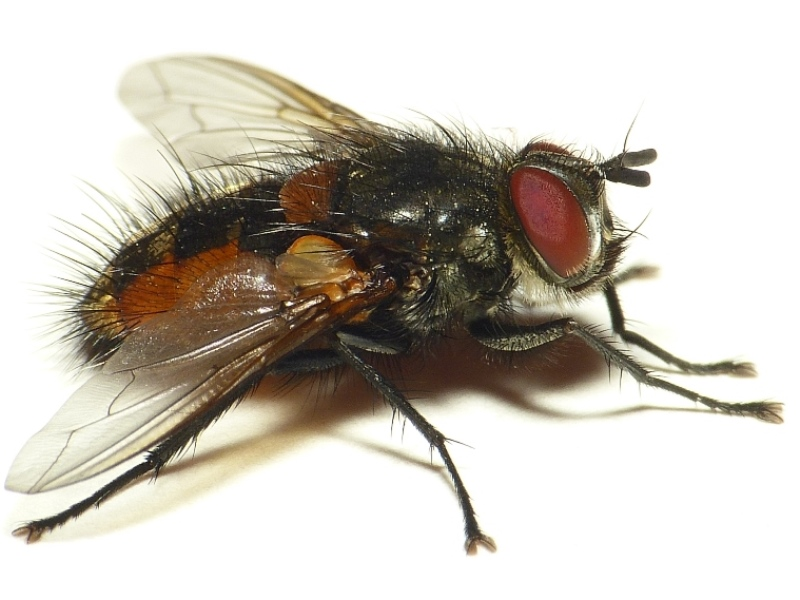
Winthemia variegata